# Arquidiócesis de La Serena
La arquidiócesis de La Serena (en latín: Archidioecesis Serenensis) es una circunscripción eclesiástica de la Iglesia católica en Chile. Se trata de una arquidiócesis latina, sede metropolitana de la provincia eclesiástica de La Serena. Desde el 14 de diciembre de 2013 su arzobispo es René Osvaldo Rebolledo Salinas.

## Territorio y organización

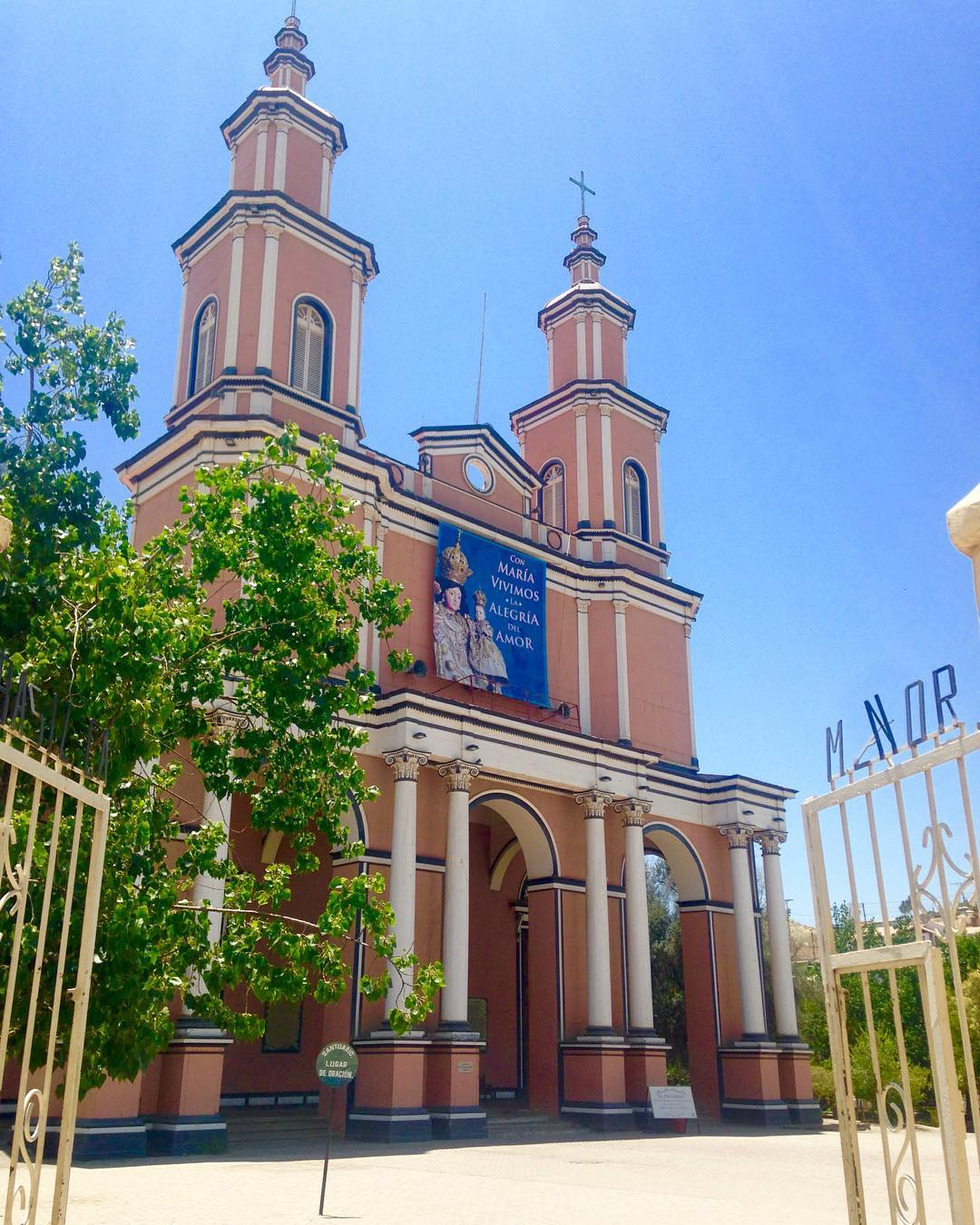
Basílica de Nuestra Señora del Rosario, en Andacollo

La arquidiócesis tiene 40 579 km² y extiende su jurisdicción sobre los fieles católicos de rito latino residentes en parte de la región de Coquimbo, comprendiendo las provincias de Elqui y Limarí. 
La sede de la arquidiócesis se encuentra en la ciudad de La Serena, en donde se halla la Catedral de Nuestra Señora de la Merced. En Andacollo se encuentra la basílica menor de Nuestra Señora del Rosario.
La arquidiócesis tiene como sufragáneas a la diócesis de Copiapó y a la prelatura territorial de Illapel.
En 2021 en la arquidiócesis existían 34 parroquias agrupadas en 4 vicarías: La Serena, Coquimbo, Elqui y Limarí.
Lista de parroquias por vicaría y año de erección:
Vicaría La Serena
- El Sagrario-La Merced (Catedral de la Merced) (1558), en La Serena
- Nuestra Señora de Lourdes (1961), en La Serena
- San Isidro (1911), en La Serena
- San Juan Evangelista (1911), en Compañía Alta, La Serena
- San Marcelino Champagnat (2000), en Compañía Alta, La Serena
- San José de Juan Soldado (1946), en Las Compañías
- Nuestra Señora de Las Mercedes (1892), en La Higuera
- San José Obrero (1990), en La Serena

Vicaría Coquimbo
- San Pedro (1857), en Coquimbo
- San Luis Gonzaga (1927), en Coquimbo
- Cristo Resucitado (1990), en Tierras Blancas
- Santísima Trinidad (2015), en Peñuelas
- María Reina de los Apóstoles (1989), en Pan de Azúcar
- Nuestra Señora del Rosario (1668), en Andacollo
- San Juan Bautista (1990), en Coquimbo
- Sagrada Familia (2003), en Sindempart, Coquimbo
- Santa Rosa de Lima (1891), en Tongoy

Vicaría Elqui
- Inmaculada Concepción (1660), en Vicuña
- San José (ex San José de Cutún) (1757), en El Algarrobito
- Nuestra Señora del Rosario (1911), en Diaguitas
- Inmaculada Concepción (1892),	en Paihuano

Vicaría Limarí
- San Vicente Ferrer (1824), en Ovalle
- El Divino Salvador (1958), en Ovalle
- El Santísimo Redentor	(1986), en Ovalle
- Nuestra Señora del Carmen (1911), en Hurtado
- San Francisco de Asís	(1903), en Recoleta
- El Niño Dios (1630), en Sotaquí
- Nuestra Señora del Carmen (1986), en Monte Patria
- Nuestra Señora del Carmen (1911), en Rapel
- Nuestra Señora de Las Mercedes (1824), en Carén
- San Francisco de Borja (1774), en Combarbalá
- Inmaculada Concepción (1898),	en Punitaqui
- San Antonio del Mar (1681), en Barraza
- La Inmaculada, en Ovalle

## Historia
La diócesis fue erigida el 1 de julio de 1840 con la bula Ad apostolicae potestatis del papa Gregorio XVI, obteniendo el territorio de la arquidiócesis de Santiago de Chile, de la que originalmente era sufragánea.
El 29 de mayo de 1939 fue elevada al rango de arquidiócesis metropolitana con la bula Quo provinciarum del papa Pío XII.
El 9 de noviembre de 1946 cedió una parte de su territorio para la erección de la administración apostólica de Copiapó (hoy diócesis de Copiapó).
El 30 de abril de 1960 cedió otra parte de su territorio (el departamento de Illapel de la entonces provincia de Coquimbo) para la erección de la prelatura territorial de Illapel mediante la bula Ad hominis similitudinem del papa Juan XXIII.
El 22 de marzo de 1988, con la carta apostólica Populum quidem, el papa Juan Pablo II confirmó a la Santísima Virgen María, venerada con el título de Nuestra Señora del Rosario de Andacollo, como patrona de la arquidiócesis.
Desde el 14 de diciembre de 2013 su arzobispo metropolitano es René Osvaldo Rebolledo Salinas, quien tomó posesión de la arquidiócesis el 8 de marzo de 2014.

## Estadísticas
Según el Anuario Pontificio 2022 la arquidiócesis tenía a fines de 2021 un total de 421 000 fieles bautizados.
| Año                                                                             | Población            | Población | Población      | Sacerdotes | Sacerdotes    | Sacerdotes    | Bautizados por sacerdote | Diáconos permanentes | Religiosos | Religiosos | Parroquias |
| Año                                                                             | Bautizados católicos | Total     | % de católicos | Total      | Clero secular | Clero regular | Bautizados por sacerdote | Diáconos permanentes | Varones    | Mujeres    | Parroquias |
| ------------------------------------------------------------------------------- | -------------------- | --------- | -------------- | ---------- | ------------- | ------------- | ------------------------ | -------------------- | ---------- | ---------- | ---------- |
| 1950                                                                            | 232 750              | 245 609   | 94.8           | 86         | 38            | 48            | 2706                     |                      | 57         | 127        | 27         |
| 1966                                                                            | 221 025              | 245 584   | 90.0           | 69         | 25            | 44            | 3203                     |                      | 47         | 65         | 25         |
| 1970                                                                            | ?                    | 326 693   | ?              | 67         | 27            | 40            | ?                        |                      | 49         | 158        | 25         |
| 1976                                                                            | 295 156              | 322 975   | 91.4           | 60         | 23            | 37            | 4919                     | 3                    | 46         | 130        | 25         |
| 1980                                                                            | 272 800              | 340 800   | 80.0           | 53         | 22            | 31            | 5147                     | 4                    | 40         | 123        | 25         |
| 1990                                                                            | 301 703              | 402 271   | 75.0           | 62         | 31            | 31            | 4866                     | 10                   | 40         | 165        | 30         |
| 1999                                                                            | 313 335              | 391 919   | 79.9           | 67         | 32            | 35            | 4676                     | 49                   | 44         | 149        | 31         |
| 2000                                                                            | 284 517              | 492 275   | 57.8           | 67         | 31            | 36            | 4246                     | 49                   | 48         | 147        | 31         |
| 2001                                                                            | 364 283              | 492 275   | 74.0           | 64         | 29            | 35            | 5691                     | 52                   | 55         | 153        | 31         |
| 2002                                                                            | 350 000              | 499 753   | 70.0           | 73         | 34            | 39            | 4794                     | 53                   | 63         | 156        | 32         |
| 2003                                                                            | 425 567              | 521 529   | 81.6           | 65         | 32            | 33            | 6547                     | 51                   | 47         | 138        | 32         |
| 2004                                                                            | 428 702              | 521 529   | 82.2           | 62         | 29            | 33            | 6914                     | 54                   | 46         | 142        | 33         |
| 2013                                                                            | 468 000              | 570 000   | 82.1           | 60         | 29            | 31            | 7800                     | 62                   | 37         | 127        | 33         |
| 2016                                                                            | 394 800              | 623 720   | 63.3           | 63         | 32            | 31            | 6266                     | 58                   | 37         | 115        | 33         |
| 2019                                                                            | 409 700              | 672 300   | 60.9           | 57         | 31            | 26            | 7187                     | 58                   | 31         | 114        | 33         |
| 2021                                                                            | 421 000              | 691 000   | 60.9           | 59         | 34            | 25            | 7135                     | 65                   | 27         | 114        | 34         |
| Fuente: Catholic-Hierarchy, que a su vez toma los datos del Anuario Pontificio. |                      |           |                |            |               |               |                          |                      |            |            |            |

### Vida consagrada
Existen tres conventos de religiosos: 
- Convento y templo San Agustín de propiedad de la Orden de San Agustín, es el segundo convento más antiguo de esta orden en Chile. Hasta el siglo XVIII fue de propiedad de la Compañía de Jesús y luego de su expulsión pasó a manos de los padres Agustinos.
- Convento y templo San Francisco, antiguamente era parroquia hasta que sus dueños la franciscanos decidieron irse a vivir a su parroquia en la población de la Antena y hoy es templo del Colegio San Antonio de propiedad de los franciscanos.
- Convento y templo Santo Domingo, sus dueños son los dominicos, pero debieron partir de la ciudad en 1992. Luego pasó a manos de los padres carmelitas descalzos hasta 2003. Hasta 2007 estuvo a cargo de la arquidiócesis, cuando se hizo cargo el Instituto Voluntas dei hasta 2015 y luego volvió a la arquidiócesis.

## Episcopologio

### Obispos
| Número | Obispo                                 | Período                                                                |
| I      | José Agustín de la Sierra Mercado †    | 22 de julio de 1842-31 de agosto de 1851 falleció                      |
| II     | Justo Donoso Vivanco †                 | 19 de marzo de 1853-22 de febrero de 1868 falleció                     |
| III    | José Manuel Orrego Pizarro †           | 21 de diciembre de 1868-17 de septiembre de 1887 renunció              |
| IV     | Florencio Eduardo Fontecilla Sánchez † | 26 de junio de 1890-1 de marzo de 1909 falleció                        |
| V      | Ramón Ángel Jara †                     | 31 de agosto de 1909-1 de marzo de 1917 falleció                       |
| VI     | Carlos Silva Cotapos †                 | 20 de febrero de 1918-14 de diciembre de 1925 nombrado obispo de Talca |
| VII    | José María Caro Rodríguez †            | 14 de diciembre de 1925-29 de mayo de 1939 nombrado arzobispo          |

### Arzobispos
| Número | Arzobispo                                  | Período                                                                         |
| I      | José María Caro Rodríguez †                | 29 de mayo de 1939-28 de agosto de 1939 nombrado arzobispo de Santiago de Chile |
| II     | Juan Subercaseaux Errázuriz †              | 8 de enero de 1940-9 de agosto de 1942 falleció                                 |
| III    | Alfredo Cifuentes Gómez †                  | 5 de junio de 1943-10 de marzo de 1967 retirado                                 |
| IV     | Juan Francisco Fresno Larraín †            | 28 de julio de 1967-3 de mayo de 1983 nombrado arzobispo de Santiago de Chile   |
| V      | Bernardino Piñera Carvallo †               | 1 de julio de 1983-29 de septiembre de 1990 retirado                            |
| VI     | Francisco José Cox Huneeus, P.Schönstatt † | 29 de septiembre de 1990 por sucesión-16 de abril de 1997 renunció              |
| VII    | Manuel Donoso Donoso, SS.CC.               | 16 de abril de 1997-14 de diciembre de 2013 retirado                            |
| VIII   | René Osvaldo Rebolledo Salinas             | Desde el 14 de diciembre de 2013                                                |